# Charles Joachim Aymé
Pour les articles homonymes, voir Aymé.
Charles Joachim Marie Aymé est un homme politique français né le 2 février 1813 à Naples (Royaume de Naples) et mort le 17 août 1854 à Niort (Deux-Sèvres).

## Biographie
Fils d'un général, il entre à l'école militaire de Saint-Cyr, puis à l'école d'application d'état-major. Il est officier d'ordonnance de Louis-Philippe Ier en 1846. Commandant de la garde nationale de Melle en 1848, il est député des Deux-Sèvres de 1849 à 1851, siégeant à droite avec les monarchistes. Il est conseiller général du canton de Melle en 1852.

## Sources
- « Charles Joachim Aymé », dans Adolphe Robert et Gaston Cougny, Dictionnaire des parlementaires français, Edgar Bourloton, 1889-1891 [détail de l’édition]